# Bertil Almqvist

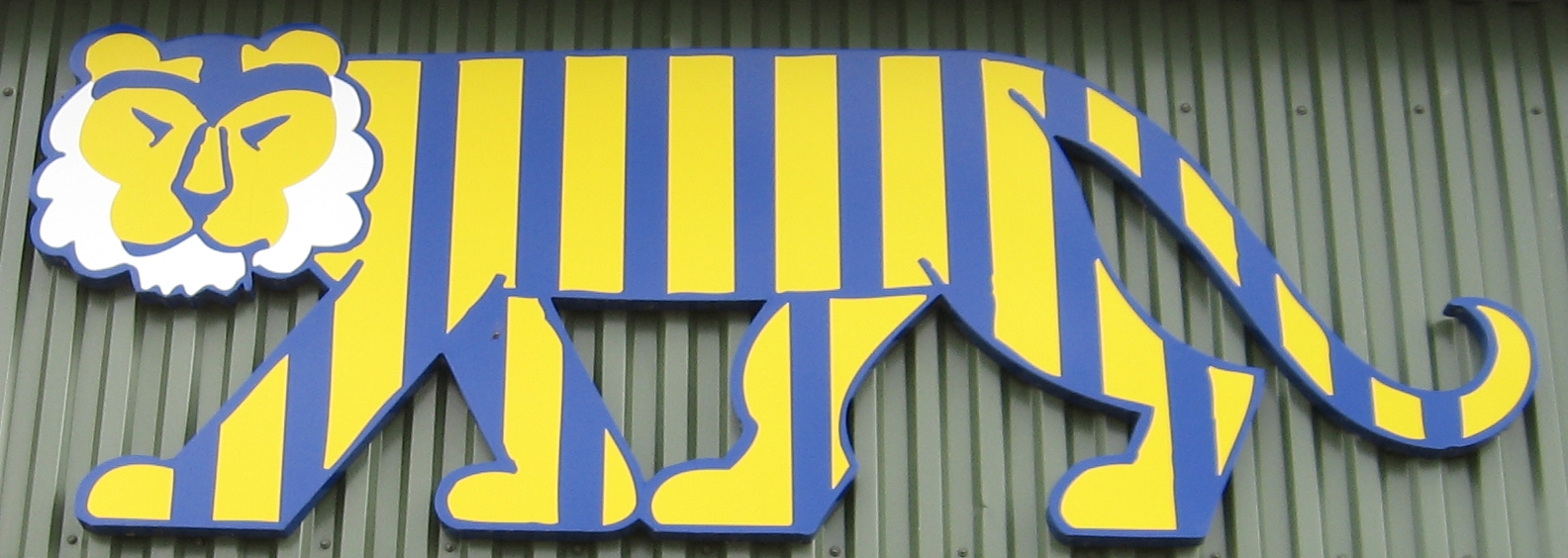
En svensk tiger skapades av Bertil Almqvist.

Allan Bertil Almqvist, signaturen Bertila, född 29 augusti 1902 i Ulriksdal i Solna i Stockholms län, död 16 maj 1972 i Sofia församling i Stockholm, var en svensk barnboksförfattare, illustratör och tidningstecknare.

## Biografi
Bertil Almqvist var son till köpmannen Allan Almqvist och Sara Johansson. Almqvist växte upp i Villa Fridensborg i Bagartorp vid Ulriksdals station, Solna, familjen flyttade från villan omkring 1920 (villan revs 1960). Efter studentexamen 1921 studerade han litteraturhistoria och konsthistoria vid Stockholms högskola och Uppsala universitet, samt därefter vid Figge Fredrikssons målarskola i Stockholm. Han var verksam som tecknare vid Dagens Nyheter, Stockholms-Tidningen och Aftonbladet. Almqvist medverkade även i satirtidningen Söndagsnisse-Strix. I Aftonbladet skapade han den tecknade veckogenomgången ”På tapeten”.
Almqvist är främst känd för att ha skapat bilderböckerna om Barna Hedenhös. Barna Hedenhös gjordes också som tecknad serie i tidningen Tuff och Tuss på 1950-talet, samt som en scenuppsättning 1963. Almqvist skrev också visor och spelade luta och gjorde flera inspelningar, bland annat tillsammans med Evert Taube. Bland de mer kända visorna är Droppen Dripp och droppen Drapp som ingick i samlingen Humlan från Kumla och 5 andra visor. Han har även skrivit och illustrerat flera visböcker bland annat i samarbete med Lille Bror Söderlundh.
Almqvist ritade den tiger som illustrerade kampanjen En svensk tiger som inleddes under andra världskriget. Hans båda döttrar har fått strida för upphovsrätten till denna bild. Almqvist finns representerad vid bland annat Göteborgs konstmuseum.

### Familj
Bertil Almqvist var gift första gången 1929–1937 med författaren Anna-Lisa Almqvist, och i detta äktenskap fick han dottern Åsa (1933–2011).
Andra gången var han gift 1937–1955 med konstnären Gunborg Ramstad-Almqvist, och i detta äktenskap fick han dottern Christina. (född 1943).
Tredje gången var han gift från 1955 till hustruns död med Gunhild "Gullan" Rothman (1910–1967), dotter till August Rothman och Davida Asplund. Bertil Almqvist är begravd på Skogskyrkogården i Stockholm.

### Barna Hedenhös
- Barna Hedenhös : bilder från stenåldern. Stockholm: Bonniers. 1948. Libris 497081
- Barna Hedenhös reser till Egypten. Stockholm: Bonniers. 1949. Libris 1211543
- Barna Hedenhös upptäcker Amerika. Stockholm: Bonniers. 1950. Libris 1211564
- Barna Hedenhös på vinterresa i Sverige. Stockholm: Bonniers. 1951. Libris 483012
- Barna Hedenhös och de urlympiska spelen. Stockholm: Bonniers. 1952. Libris 1211541
- Barna Hedenhös åker bananbåt till Kanarieöarna. Stockholm: Bonniers. 1953. Libris 1211531
- Barna Hedenhös blir kungliga och Sverige får sin första regering. Stockholm: Bonniers. 1954. Libris 1211556
- Barna Hedenhös i världsrymden. Stockholm. 1955. Libris 8213739
- Barna Hedenhös reser till Paris. Stockholm: Bonniers. 1957. Libris 840062
- Barna Hedenhös bakom stenridån. Stockholm: Bonniers. 1962. Libris 797616
  -  Barna Hedenhös reser till Ryssland (Ny uppl. [med ny titel]). Stockholm: Bonniers. 1974. Libris 7144245. ISBN 91-0-039085-2
- Barna Hedenhös på Mallorca. Stockholm: Bonniers. 1969. Libris 840592
- Barna Hedenhös besöker England. Stockholm: Bonniers. 1971. Libris 822983

#### Samlingsvolymer
- Den stora boken om Barna Hedenhös. Stockholm: Bonniers Juniorförlag. 1991. Libris 7286099. ISBN 91-48-51975-8
- Barna Hedenhös på nya äventyr. Stockholm: Bonniers Juniorförlörlag. 1992. Libris 7286177. ISBN 91-48-52076-4

#### Tecknad serieversion utgiven avNisses böcker
- Sten och Flisa får en fosterbror. Barna Hedenhös ; 1. Sundbyberg: Nisses böcker. 2008. Libris 11171581. ISBN 978-91-976633-8-0
- Hur Flisa fick sin dockvagn ; och Det stora vildsvinskriget. Barna Hedenhös ; 2. Sundbyberg: Nisses böcker. 2008. Libris 11171852. ISBN 978-91-86085-01-8
- Mysteriet med den försvunna trädockan. Barna Hedenhös ; 3. Sundbyberg: Nisses böcker. 2009. Libris 11323916. ISBN 978-91-86085-02-5
- Kurre lär sej flyga ; Hur familjen Hedenhös fick en katt. Barna Hedenhös ; 4. Sundbyberg: Nisses böcker. 2009. Libris 11679235. ISBN 978-91-86085-05-6
- Jakten på Urtomten ; Stripa blir Hedenhösare. Barna Hedenhös ; 5. Sundbyberg: Nisses böcker. 2009. Libris 11679236. ISBN 978-91-86085-06-3
- Mysteriet med den sönderslagna skiffertavlan. Barna Hedenhös ; 6. Sundbyberg: Nisses böcker. 2010. Libris 11855080. ISBN 9789186085117
- Urax på äventyr ; och Hedenhös får en älg. Barna Hedenhös ; 7. Sundbyberg: Nisses böcker. 2010. Libris 11938503. ISBN 978-91-86085-12-4
- De mystiska fotspåren. Barna Hedenhös ; 8. Sundbyberg: Nisses böcker. 2011. Libris 12160897. ISBN 978-91-86085-15-5
- Tjäldalens hemlighet & Kossan Mura på äventyr. Barna Hedenhös ; 9. Sundbyberg: Nisses böcker. 2012. Libris 13503295. ISBN 9789186085230
- Jul Grymmer och Trälhavets hemlighet & Den stora issmockimatchen. Barna Hedenhös ; 10. Sundbyberg: Nisses böcker. 2012. Libris 13504426. ISBN 9789186085247
- Skuttnik går till väders. Barna Hedenhös ; 11. Sundbyberg: Nisses böcker. 2012. Libris 13504428. ISBN 978-91-86085-27-8
- Familjen får tillökning & På äventyr med Tagge. Barna Hedenhös ; 12. Sundbyberg: Nisses böcker. 2012. Libris 13512949. ISBN 978-91-86085-28-5
- Knubbe är en kraftkarl. Barna Hedenhös ; 13. Sundbyberg: Nisses böcker. 2012. Libris 13512952. ISBN 9789186085292

## Diskografi
- Bertil Almqvist i Svensk mediedatabas

## Priser och utmärkelser
- 1954 – Tidningen Vi:s litteraturpris